# Signorinella (brano musicale)
Signorinella è un brano musicale del 1931 scritto da Libero Bovio per il testo e da Nicola Valente per la musica; venne lanciato nello stesso anno da Gennaro Pasquariello.

## Descrizione
Il testo della canzone racconta la storia di un giovane che vent'anni dopo aver lasciato Napoli, la sua città, per trasferirsi in un paese di montagna dove vive con la sua famiglia e lavora come notaio, ricorda il suo primo amore, una signorinella pallida sua dirimpettaia durante la giovinezza.
Nel 1949 la vicenda della canzone diede lo spunto per il film Signorinella, con la regia di Mario Mattioli.

## Altre interpretazioni
La canzone divenne in breve tempo un classico della musica leggera italiana, con moltissime reincisioni: tra le più note quella di Enzo Fusco nel 1932 nel 78 giri Tormento/Signorinella (Excelsius, T 6728), quella di Carlo Buti nel 1934 nel 78 giri Signorinella/Canzone sbarazzina (Columbia, DQ 889)  e quella di Nino Fontana l'anno successivo (Parlophon, GP 91670).
Anche nel dopoguerra continuarono le reinterpretazioni del brano, da parte di artisti come Rino Salviati (1956, nell'album Seconda raccolta. Vecchi successi, Durium, msA 550), Luciano Virgili (1960, nell'album Canzoni del passato, La voce del padrone, QELP 8019), Vittorio De Sica (1960, in un flexi-disc allegato alla rivista Musichiere, The Red Record, N 20040), Achille Togliani (1965, nell'album Achille Togliani, Zeus, BE 0013), Massimo Ranieri (1973, nell'album Album di famiglia (1900-1960), CGD, 69034), Claudio Villa (1974, nell'album Antologia della canzone italiana vol.4 1928-1934, Fonit-Cetra, LPP 260) e Bobby Solo (1987, Rose rosse, Five Record, FM 13581).
Nel 1972 Signorinella venne presentata a Canzonissima da Peppino Gagliardi, che la presentò nella quarta puntata il 28 ottobre e che la incise nello stesso anno nel 45 giri Signorinella/La piazzetta e quell'albero antico (King, NSP 56135).